# Brassaiopsis aculeata
Brassaiopsis aculeata là một loài thực vật có hoa trong Họ Cuồng cuồng. Loài này được (Buch.-Ham. ex D.Don) Buch.-Ham. ex Seem. mô tả khoa học đầu tiên năm 1864.